# La bella Otero (minisèrie de 2008)
La bella Otero és una minisèrie de televisió dirigida per Jordi Frades i protagonitzada per Natalia Verbeke. S'ha doblat al català per TV3.

## Sinopsi
Narra la vida de Carolina Otero, una cantant i actriu que va regnar als escenaris més importants d'Europa i Amèrica durant la Belle Époque. Tot i els seus humils començaments i experiències traumàtiques, la Carolina es converteix en una superestrella, sent adorada per la noblesa i artistes de l'època. Al llarg de la trama, es destaquen les seves relacions amb personatges com Eduard VII del Regne Unit, Leopold II de Bèlgica, el tsar Nicolau II i altres. Al primer capítol, es relata la seva infància marcada per la pobresa i la violència, mentre que al segon capítol, la Carolina experimenta l'èxit artístic i la riquesa, però se submergeix en el joc i la pèrdua després de la mort del seu amant anarquista, en Raül. La història destaca la intel·ligència i la determinació de la Carolina per assolir el somni de convertir-se en una veritable dona de l'espectacle.

## Repartiment
- Natalia Verbeke (Carolina)
- Giorgio Lupano (Raül)
- Matthieu Rozé (Ernest Jurgens)
- Paolo Gasparini (Vanderbilt)
- Rita Cortese (Berta)
- Mabel Rivera (Padrina Josefa)
- Pedro Alonso (Venancio Romero)
- Conrado San Martín (Raül a Niça)
- Montse Guallar (Elena)
- Assumpció Balaguer (Carolina a Niça)
- Jean Pierre Malignon (príncep Albert de Mònaco)
- Jaume Comas (Vignau)
- Ezequiel Díaz (Paco)
- Salo Pasik (Rei Nicolau de Montenegro)
- Osmar Nuñez (Gran Duc Nicolai)
- Tito Gómez (príncep de Gal·les, rei Eduard VII)